# Пабрикс, Артис
Артис Пабрикс (латыш. Artis Pabriks; род. 22 марта 1966, Юрмала) — латвийский политический деятель, министр обороны Латвии в 2010—2014 и 2019—2022 годах, доктор политологии, член-корреспондент Латвийской академии наук. С 2019 по 2022 год занимал должность вице-премьера.

## Биография
Родился в Юрмале, учился в 1-й Юрмальской средней школе.
Поступил на историко-философский факультет Латвийского госуниверситета, был призван в Советскую армию. Сразу после армии в первый раз женился, в возрасте 21 года.
В 1992 году окончил университет по специальности «история» и сразу отправился на стажировку в Орхусский университет в Дании на 5 лет. Защитил там диссертацию и получил степень доктора политологии.
После этого год стажировался в США, куда уехал со второй женой, немкой Ундиной Боллоу.
После возвращения в Латвию обратился к академической деятельности, преподавал в RISEBA. Стал первым ректором (1996—1997) и преподавателем Видземской высшей школы. Профессор (2006).
Экс-министр обороны (2010—2014) и экс-министр иностранных дел Латвии (2004—2007). Депутат 8, 9, 10, 11 и 13 Сеймов.
С 2014 года депутат Европарламента.
Сопредседатель партии «Единство» (2011—2018). С 2018 года — в объединении Развитию/За! (Attīstībai/Par!). На выборах в сейм Латвии 2018 года был выдвинут кандидатом на должность премьер-министра Латвии. В правительстве Кришьяниса Кариньша, сформированном после выборов, занял должность министра обороны.

## Политическая деятельность
В 1998 году Пабрикс принимал участие в учреждении Народной партии под руководством её основателя Андриса Шкеле. Несколько лет был её рядовым членом и не претендовал на посты во власти, пока в 2002 году не был выдвинут кандидатом в депутаты 8 Сейма. Не был избран, но в 2004 году стал депутатом на время, пока его коллега Атис Слактерис исполнял обязанности министра.
21 июля 2004 года после избрания Рихарда Пикса в Европарламент стал министром иностранных дел в правительстве Индулиса Эмсиса. После отставки этого кабинета Пабрикс остался в должности в новом правительстве Айгара Калвитиса.
В октябре 2006 года Пабрикс был избран в 9-й Сейм, сохранив пост министра иностранных дел во втором кабинете Калвитиса. В 2007 году выдвигался кандидатом на пост президента страны от Народной партии, однако правящие партии договорились о выдвижении беспартийного кандидата Валдиса Затлерса.
19 октября 2007 года, не согласившись с отстранением от работы первого руководителя Бюро по предотвращению и борьбе с коррупцией Алексея Лоскутова, ушёл в отставку. 1 ноября вернулся в Сейм в качестве депутата.
8 ноября Пабрикс приостановил своё членство в Народной партии, а затем вышел из неё.
Вскоре после этого вместе с другим покинувшим эту партию политиком Айгаром Штокенбергсом присоединился к общественной организации «Общество за другую политику в правовом государстве», которое на следующий год превратилось в партию.
6 сентября 2008 года избран сопредседателем этой партии, которая вошла в блок «Единство», от которого Пабрикса избрали в 10-й Сейм.
13 января 2009 года вместе со Штокенбергсом был одним из организаторов митинга на Домской площади, который вылился в массовые беспорядки, после которых было арестовано 126 человек, 68 были предъявлены обвинения, пятеро были оправданы. Половину обвиняемых приговорили к реальному лишению свободы, половину — к принудительным работам. Несмотря на обвинения тогдашнего премьер-министра Ивара Годманиса в том, что Пабрикс как организатор протеста несёт ответственность за его последствия, тот вину не признал и считает, что полиция не справилась со своей работой по обеспечению порядка на улицах.
3 ноября 2010 года Пабрикс был утверждён министром обороны во втором правительстве Валдиса Домбровскиса.
На внеочередных выборах в 2011 году избран в 11-й Сейм. Сохранил пост министра обороны в третьем правительстве Домбровскиса.
В конце 2013 года, когда Домбровскис ушёл в отставку, приняв на себя политическую ответственность за обрушение магазина «Максима» в Риге, в результате которого погибли 54 человека, Пабрикса выдвинули кандидатом на его место. Однако президент страны Андрис Берзиньш отверг его кандидатуру.
На выборах в Европарламент в 2014 году избран по списку партии «Единство».
В июне 2018 года, за год до окончания полномочий в ЕП, объявил о выходе из своей партии и присоединился к объединению «За развитие/За!», не будучи членом ни одной из создавших его партий. По этому списку был избран в 13-й Сейм. В январе 2019 года, когда было утверждено правительство К. Кариньша, Пабрикс снова стал министром обороны и дополнительно товарищем премьер-министра.
В октябре 2019 года вступил в партию «Развитию Латвии».

## О легионерах
Выступая на памятных мероприятиях 27 сентября 2019 года возле посёлка Море Сигулдского края по случаю 75-летия боёв Латышского легиона СС с Красной армией, освобождавшей Латвийскую ССР от немецких оккупантов, министр обороны призвал гордиться легионерами и не позволять глумиться над их памятью. Он назвал легионеров героями, а память о них — «яркой и вечной». По поводу боёв Пабрикс отметил, что «они здесь выиграли очень крупные сражения против сильного превосходства сил». «Рядом с окопами, солдатскими могилами и памятными знаками мы все черпаем силы и уверенность в том, что у Латвии есть будущее, что мы идем правильным путем и что наши государство и нация заслужили еще более хорошее будущее», — заявил министр.
Это широко растиражированное высказывание вызвало бурную реакцию общественности, поскольку СС была признана преступной организацией на Нюрнбергском процессе и высказывание министра таким образом можно трактовать как реваншистское. Политик Янис Юрканс высказал возмущение, что слова министра искажают «историю, понятие патриотизма, геройства и так далее… Выставлять людей, которые в принципе трагичные личности в истории, героями, — это очень плохое воспитание и очень плохой пример школьникам. И это показывает, что Латвия не идет в ногу с Европой, с миром».
Латвийские историки высказали недоумение по поводу выступления Пабрикса. Исследователь ЛУ Каспарс Зеллис отметил, что «это изречение в большей степени похоже на то, что говорит Национальное объединение. По-моему, это сдвиг исторической политики на правый бок». Его коллега Эдгарс Энгизерс счёл заявление Пабрикса желанием заработать политический капитал на антироссийских настроениях, ибо по сути солдат в легион мобилизовывали насильственно. «Сказать, что ты герой потому, что ты делал то, чего не хотел — это не героизм».
Спустя несколько дней после публикации речи министра в Море информация об этом была стёрта с сайта Минобороны Латвии.

## Семья
Супруга — уроженка Гамбурга Ундина Пабрик-Боллоу, с которой у Артиса Пабрикса двое детей: сын Хауке Намейс и дочь Алвине Дарта. У Пабрикса есть также дочь Дита от первого брака. Супруги познакомились на научной конференции в Эстонии, где Ундина находилась на стажировке. Общались по-английски, однако немка Ундина быстро выучила латышский язык. По профессии она историк, специалист по Восточной Пруссии, однако работает в Банке Латвии. В 2021 году брак расторгнут, о чём Пабрикс сообщил официально.

## Награды
- Гранд-офицер ордена Великого князя Литовского Гядиминаса (26 июня 2008 года, Литва)[14]
- Орден Креста земли Марии 2 класса (31 мая 2012 года, Эстония)[15]
- Орден «За заслуги» I степени (4 ноября 2022 года, Украина) — за весомый личный вклад в укрепление межгосударственного сотрудничества, поддержку государственного суверенитета и территориальной целостности Украины, популяризацию Украинского государства в мире[16]
- Медаль Балтийской ассамблеи (2010)[17]

## Публикации
- Соавтор в Zepa B., Zobena A. (Zin. red.) Cilvēks un dzīve socioloģijas skatījumā — Rīga: RANTI, 1996
- Occupational representation and ethnic discrimination in Latvia — Rīga: Nordik, 2002. Архивная копия от 14 ноября 2017 на Wayback Machine ISBN 9984-675-78-5